# Difesa civile

Il simbolo internazionale di Civil Defence, simbolo protettivo secondo il Diritto internazionale umanitario

Con difesa civile (dall'inglese civil defense) si indica l'attività preposta alla tutela, alla salvaguardia ed al soccorso della popolazione civile in situazioni emergenziali, con metodologie di tipo “civile”, cioè non militare, sebbene con diverse sfumature di significato.
In vari Stati del mondo con tale espressione vengono individuate sia le attività di “protezione” che di “difesa” in un contesto non militare. Dell'attività, che può essere messa in atto da soggetti pubblici e/o privati, non esiste tuttavia ad oggi una definizione univoca, nemmeno a livello normativo nel diritto internazionale umanitario.

## Storia
Nell'ambito dei diversi periodi storici, durante la prima e la seconda guerra mondiale, la locuzione si utilizzava in relazione alla difesa degli obiettivi civili dai bombardamenti, quindi principalmente di tipo militare.
In tempi più recenti, l'espressione individua quell'attività di tutela della popolazione svolta da parte dello Stato in occasione di eventi che mettano in pericolo la società, siano essi atti riconducibili ad attività umane oppure a cause naturali. Oggi l'espressione designa un modello di difesa di tipo prettamente civile ben diverso, per modalità di intervento, da quello fondato sulla forza armata militare. Tuttavia una definizione di difesa civile non è condivisa a livello internazionale, non essendovi neanche coincidenza dei vari modelli organizzativi.

## Caratteristiche
Essa individua tutte le attività, messe in campo da enti pubblici e privati, per tutelare l'integrità della vita umana, i beni, gli insediamenti e l'ambiente dai danni o dal pericolo di danni derivanti da calamità naturali, da catastrofi e da altri eventi anche causati dall'uomo. Inoltre, tale attività è tipica degli interventi a fronte di calamità naturali o antropiche di natura involontaria, anche in situazioni di guerra, a volte anche nell'ambito di operazioni di peacekeeping.
La pianificazione operativa è la fase strategica che precede cronologicamente un intervento di Difesa Civile. Sarebbe impensabile affrontare un certo tipo di evento senza avere a disposizione un piano aggiornato e ben realizzato. Spesso nei vari Stati, a livello locale e periferico, vengono già effettuati degli studi di pianificazione in merito agli eventi che richiedano atti di protezione civile, ovvero lavori già pronti che possono essere propedeutici alla stesura di un piano di Difesa Civile.

## Nel mondo

### Italia
Sebbene attualmente non ne esiste una definizione formale, il decreto legislativo 30 luglio 1999 n. 300 attribuisce competenze in materia di difesa civile al Ministero dell'Interno, che la esercita attraverso il Dipartimento dei Vigili del Fuoco, del Soccorso Pubblico e della Difesa Civile, nel cui ambito opera la Direzione Centrale per la Difesa Civile e le Politiche di Protezione Civile e - a livello periferico - le Prefetture - Uffici Territoriali del Governo.
In ciò l'Italia si differenzia dalla quasi totalità delle Nazioni, dove le materie della protezione civile e della difesa civile afferiscono alla stessa organizzazione statale, usualmente coincidente con l'Amministrazione dell'Interno se non direttamente con le strutture di polizia.
Gli organi dello Stato competenti in materia sono:
- Ministero dell'Interno
- Consiglio dei Ministri
- Comitato Politico Strategico (Co.P.S.), composto dal Presidente del Consiglio dei Ministri e dai Ministri degli Affari Esteri, dell'Interno e della Difesa.
- Nucleo Politico Militare (N.P.M.) composto dai rappresentanti della Presidenza del Consiglio dei Ministri e dai Ministri degli Affari Esteri, dell'Interno e della Difesa, dei rappresentanti del AISI (il servizio segreto finalizzato alla difesa). Partecipano al N.P.M. anche rappresentanti di altri Ministeri o di Enti Pubblici qualora coinvolti in determinati casi.

Il decreto del Ministero dell'Interno del 28 settembre 2001 ha istituito inoltre la Commissione Interministeriale Tecnica della Difesa Civile (C.I.T.D.C.) che si riunisce presso il citato Ministero, che la presiede e assicura il coordinamento delle Amministrazioni centrali dello Stato. A livello locale, il Prefetto, come in materia di protezione civile, assicura il coordinamento a livello provinciale anche per mezzo del Comitato Provinciale di Difesa Civile e del Comitato provinciale per l'ordine e la sicurezza pubblica.
Con DPCM del 18 febbraio 2004 venne istituito presso la Presidenza del Consiglio dei Ministri della Repubblica Italiana un Comitato di consulenza per la difesa civile non armata e nonviolenta (DCNAN). Esso, come integrativamente disposto dal DPCM del 29 aprile 2004, ha il compito di elaborare analisi, predisporre rapporti, promuovere iniziative di confronto e ricerca al fine di individuare indirizzi e strategie di cui l'Ufficio Nazionale per il Servizio Civile possa tenere conto nella predisposizione di forme di ricerca e di sperimentazione di difesa civile non armata e nonviolenta. Il comitato ha cessato le sue funzioni il 31 dicembre 2011.

### Stati Uniti d'America
Le attività sono svolte dalla Federal Emergency Management Agency, che è un'agenzia del governo degli Stati Uniti d'America, facente parte del Dipartimento della sicurezza interna, che esercita il ruolo di autorità nel campo della protezione civile.